# Буддистські секти Японії
Будди́стські се́кти Япо́нії (яп. 十三宗五十六派, じゅうさんしゅうごじゅうろっぱ) — тринадцять сект і п'ятдесят шість течій буддизму в Японії.

## Список
Формула: назва секти (японська назва) — головний монастир
Йогачара
- Секта Хоссо (法相宗)　—　монастир Кофуку, монастир Якусі
  - Секта Північна Хоссо (北法相宗) —　монастир Кійомідзу
  - Секта Сьотоку (聖徳宗) —　монастир Хорю
- Секта Кеґон (華厳宗)
- Секта Ріцу (律宗)

Езотеричний буддизм
- Секта Тендай
  - Секта Тендай (天台宗)
  - Секта Тендай-Дзімон (天台寺門宗)
  - Секта Тендай Сеймон (天台真盛宗)
  - Секта Ва (和宗)
- Секта Сінґон (真言宗)
  - Старий Сінґон (古義真言宗)
    - Секта Сінґон-Коя (真言宗高野派; 高野山真言宗)
    - Секта Сінґон-Дайкакудзі (真言宗大覚寺派)
    - Секта Сінґон-Омуро (真言宗御室派)

  - Секта Сінґон-Тодзі (真言宗東寺派)
    - Секта Тодзі-Сінґон (東寺真言宗)

  - Секта Сінґон-Дзенцудзі (真言宗善通寺派)
  - Секта Сінґон-Ямасіна (真言宗山階派)
  - Секта Сінґон-Дайґо (真言宗醍醐派)
  - Секта Сінґо-Сендзюдзі (真言宗泉涌寺派)
  - Новий Сінґон
    - Секта Сінґон-Будзан (新義真言宗豊山派; 真言宗豊山派)
    - Секта Сінґон-Тісан (新義真言宗智山派; 真言宗智山派)

  - Секта Сінґон-Ріцу
- Секта Юдзу-Нембуцу

Дзен-буддизм
- Секта Ріндзай
- Секта Ріндзай-Кенніндзі (臨済宗建仁寺派)
- Секта Ріндзай-Тофукудзі (臨済宗東福寺派)
- Секта Ріндзай-Кентьодзі (臨済宗建長寺派)
- Секта Ріндзай-Енкакудзі (臨済宗円覚寺派)
- Секта Ріндзай-Нандзендзі (臨済宗南禅寺派)
- Секта Ріндзай-Дайтокудзі (臨済宗大徳寺派)
- Секта Ріндзай-Коґакудзі (臨済宗向嶽寺派)
- Секта Ріндзай-Мьосіндзі (臨済宗妙心寺派)
- Секта Ріндзай-Тенрюдзі (臨済宗天龍寺派)
- Секта Ріндзай-Ейґендзі (臨済宗永源寺派)
- Секта Ріндзай-Хокодзі (臨済宗方広寺派)
- Секта Ріндзай-Сьококудзі (臨済宗相国寺派)
- Секта Ріндзай-Буцудзі (臨済宗佛通寺派)
- Секта Ріндзай-Кокутайдзі (臨済宗国泰寺派)
- Секта Сото (曹洞宗)
- Секта Обаку (黄檗宗)

Амідаїзм
- Секта Дзі
- Секта Дзьодо
  - Секта Дзьодо (浄土宗)
  - Секта Дзьодо-Сейдзан (浄土宗西山光明寺派; 西山浄土宗)
  - Секта Дзьодо-Сейдзан-Фукакуса (浄土宗西山深草派)
  - Секта Дзьодо-Сейдзан-Дзенріндзі (浄土宗西山禅林寺派)
- Істинна секта Дзьодо
  - Істинна секта Дзьодо-Хонґандзі (浄土真宗本願寺派)
  - Істинна секта Отані (真宗大谷派)
  - Істинна секта Такада (真宗高田派)
  - Істинна секта Буккодзі (真宗佛光寺派)
  - Істинна секта Косьо (真宗興正派)
  - Істинна секта Кібе (真宗木辺派)
  - Істинна секта Ідзумодзі (真宗出雲路派)
  - Істинна секта Дзьосьодзі (真宗誠照寺派)
  - Істинна секта Санмонто (真宗三門徒派)
  - Істинна секта Ямамото (真宗山元派)

Нітірен-буддизм
- - Секта Нітірен (日蓮宗)
  - Секта Кембон-Хокке (顕本法華宗)
  - Секта Хоммон (本門宗)
  - Правовірна секта Нітірен (日蓮正宗)
  - Секта Хоммон-Хокке (本門法華宗)
  - Секта Нітірен-Хондзьодзі (法華宗; 本成寺派)
  - Секта Нітірен-Хонрюдзі (本妙法華宗; 本隆寺派)
  - Секта Нітірен-Фусуфудзьо (日蓮宗不受不施派)
  - Секта Фудзефудзьо-Нітірен (日蓮宗不受不施講門派; 不受不施日蓮講門宗)